# Santa Seclina (Caldes de Malavella)
Santa Seclina és una entitat de població i ens local històric del municipi de Caldes de Malavella (comarca de la Selva), centrada en l'església parroquial de Santa Seclina, a prop de la urbanització de Can Carbonell i de la carretera C-35. Actualment és envoltada d'una urbanització.

## Història
Hi ha referències de l'església com a parròquia rural des del segle xiii, amb diverses cases de pagès.
Santa Seclina es troba en l'indret on el camí ral de Palamós a Vidreres i Barcelona es separava del camí ral que unia Girona i Llagostera amb Tossa. També és lloc de pas de l'itinerari que segueix el Camí del Pelegrí de Tossa al seu pelegrinatge anual cap a Santa Coloma de Farners.
El terme de Santa Seclina ha patit lleugeres variacions al llarg de l'edata mitjana i moderna, de tal forma, per exemple, que va passar a incorporar l'ermita prerromànica de Caulès Vell (també anomenada de Sant Esteve de Caulès).
A principis del Segle XIX Santa Seclina va tenir ajuntament constitucional propi, un cop abolit l'antic règim senyorial. La seva minsa població però, va fer que el 1846 el seu terme fos incorporat al de Caldes de Malavella, juntament amb Franciac.